# Era de Vendel

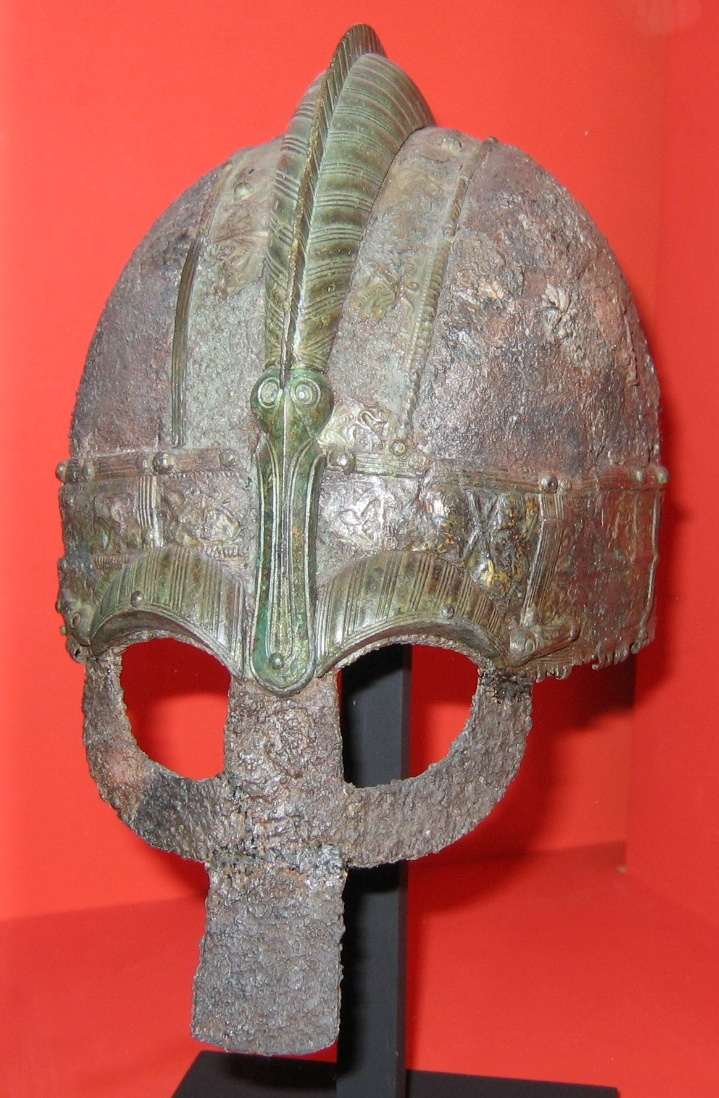
Elmo de ferro e bronze de Vendel, encontrado num barco funerário viquingue em Vendel e guardado no Museu Histórico de Estocolmo

A Era de Vendel (em sueco: Vendeltiden) é um período arqueológico da Pré-História da Suécia que vai aproximadamente de 550 a 800, e cujo nome provém da pequena povoação de Vendel, na província histórica da Uppland. Faz parte do período inicial da Idade do Ferro germânica, tendo sido precedido pela Era das Migrações Nórdicas, e sucedida pela Era Viking. Não foram encontradas fontes escritas da época, pelo que são os achados arqueológicos que permitem apurar a história do período.
Os achados do período mostram um período expansivo da região da Uplândia, habitada então pelos Suíones. Ocupavam quatro zonas da Uplândia – Tiundalândia, Atundalândia, Fiadrindalândia e a parte costeira chamada de Roden. Para além dos Suíones, a Escandinávia era nesta época habitada por outras tribos germânicas - danos, gotas, gutas, jantas e noruegueses – assim como por dois outros povos – os Finlandeses e os Lapões. A sociedade da época tinha um caráter hierárquico e guerreiro, onde a agricultura era a base de subsistência, completada pelo comércio e pelas atividades militares.

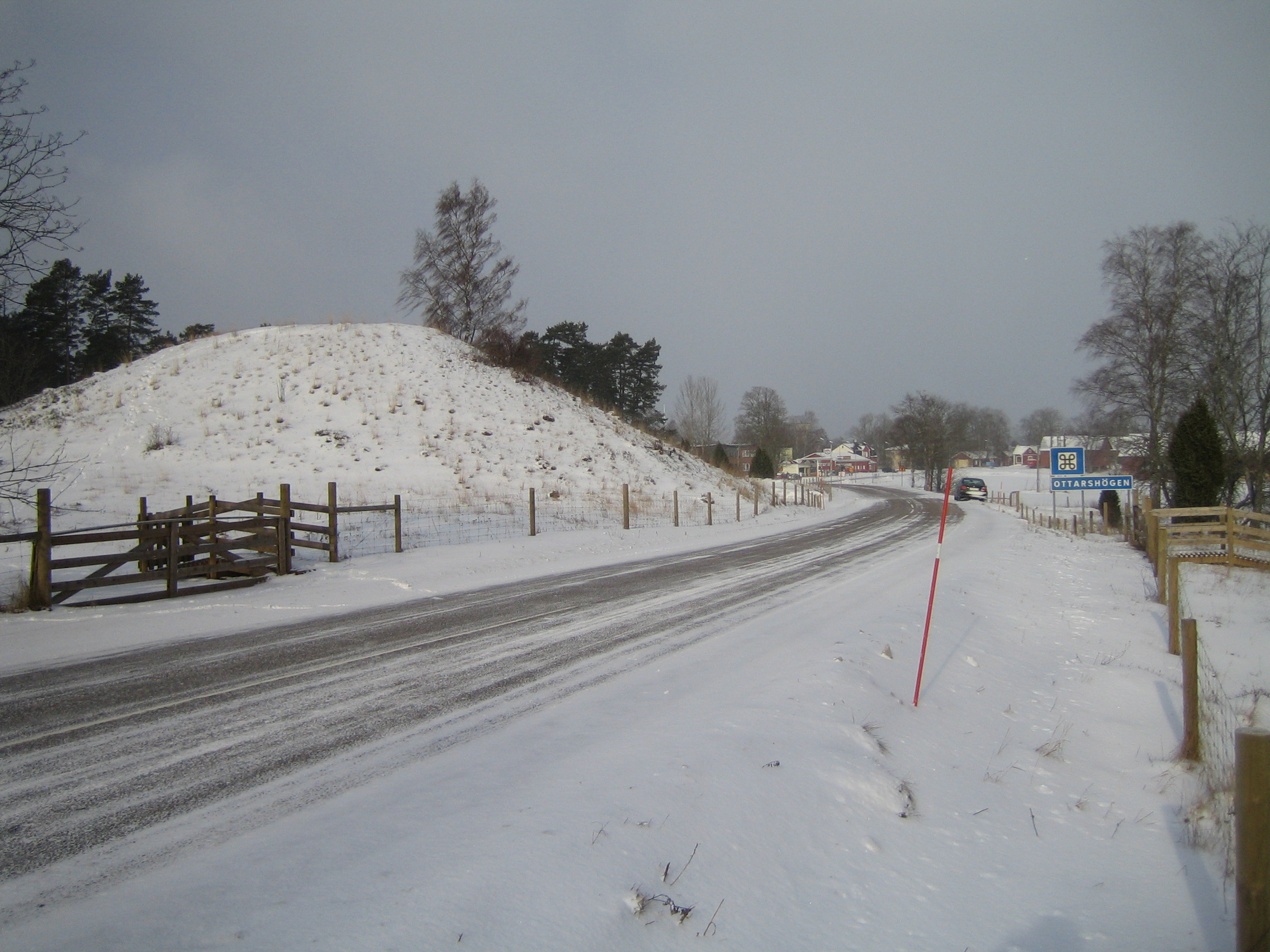
Monte de Ottar (Ottarshögen) em Vendel
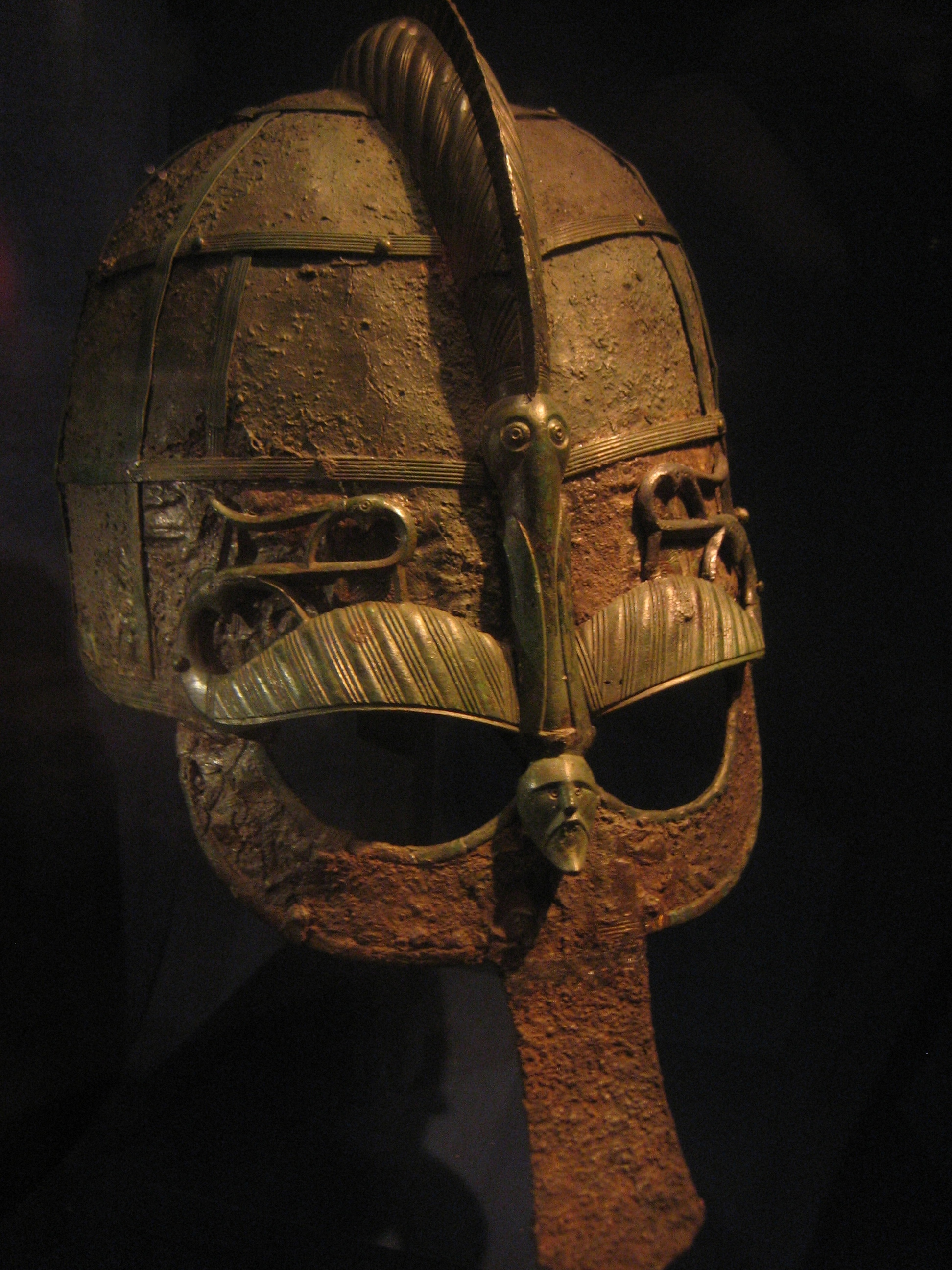
Elmo do século VII, encontrado num barco funerário em Vendel
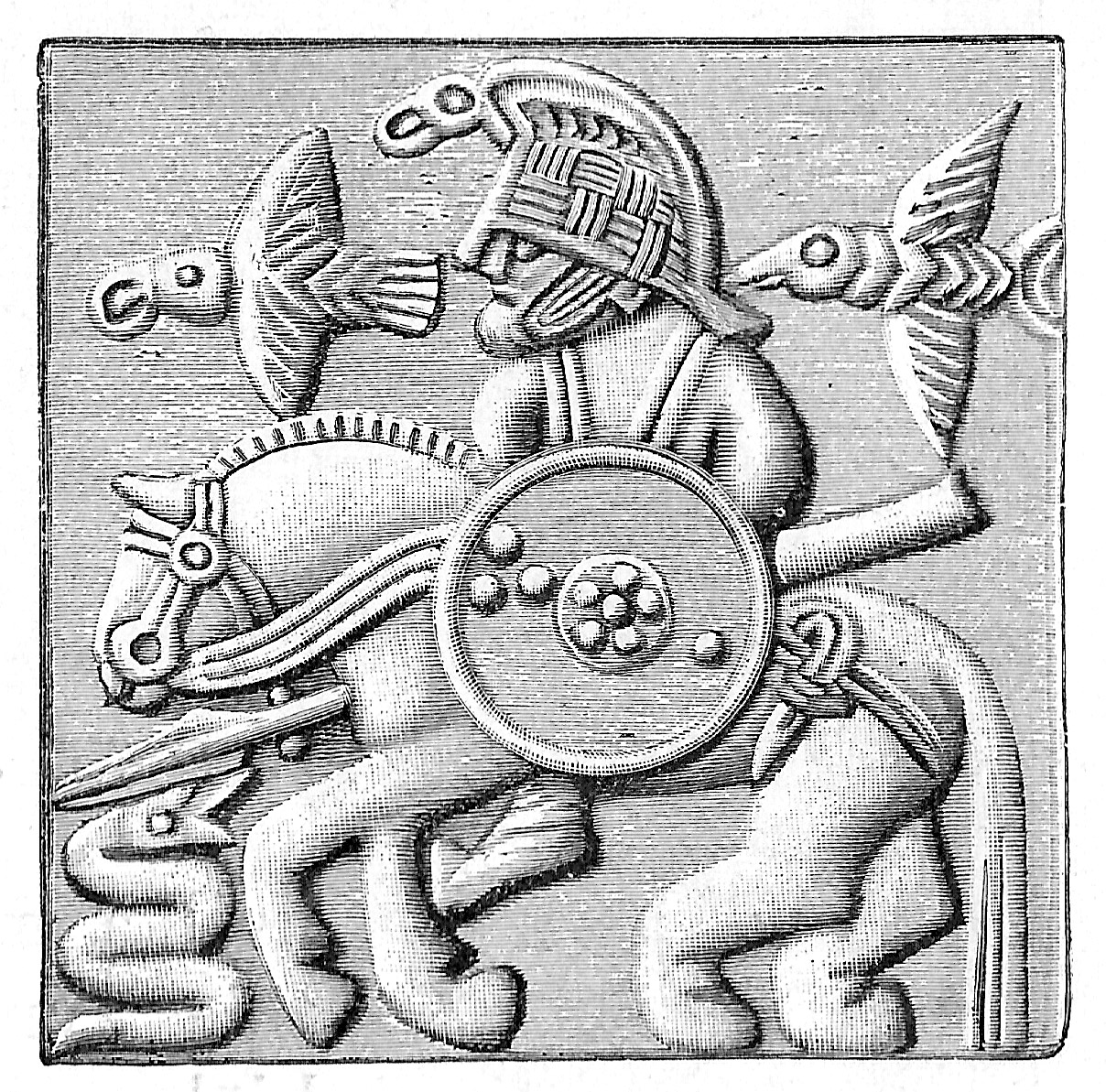
Placa de bronze achada em Vendel, representando possivelmente o deus Odin e os seus dois corvos Hugin e Munin
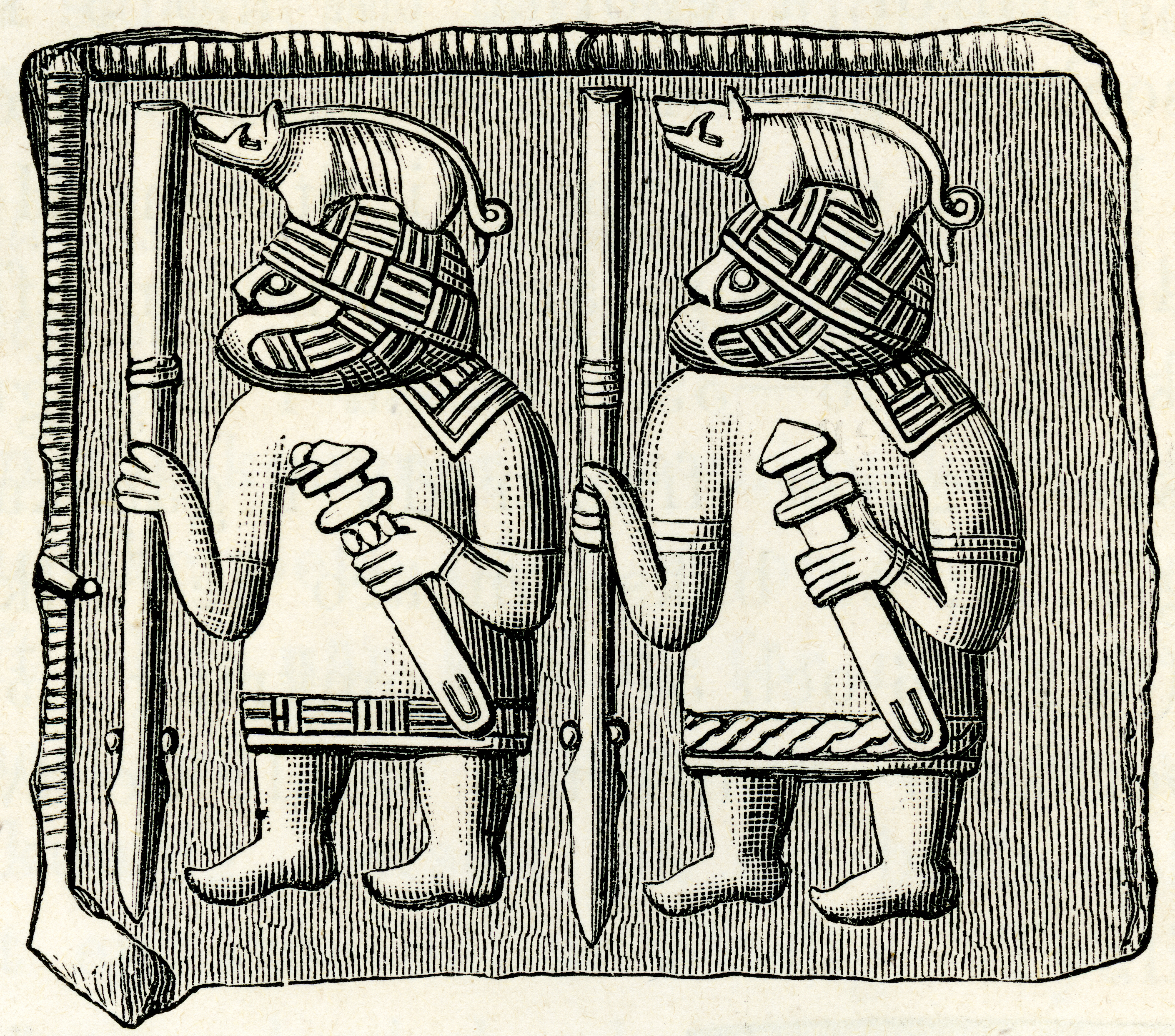
Placa de bronze representando dois homens idênticos